# Iskander Darya
L'Iskander Darya (in tagiko Искандар, in russo Искандердарья́) è il ramo sorgentifero di sinistra del Fan Darya in Tagikistan.
L'Iskander Darya è l'emissario del lago morenico Iskanderkul. Scorre dalla sua sponda nord-orientale in direzione prevalentemente nord-est attraverso una gola prevalentemente angusta dei monti Gissar e raggiunge, dopo circa 20 km, lo Yaghnob, assieme al quale si unisce a formare il Fan Darya.
L'Iskander Darya drena una superficie di circa 950 km². A livello di Istok, la sua portata media è di 18,7 m³/s. I valori massimi di portata vengono raggiunti nei mesi di giugno e luglio.
Sulle rive del fiume si trovano gli insediamenti di Narwad, Dischik e Chaironbed. La strada che conduce all'Iskanderkul si snoda attraverso la valle.

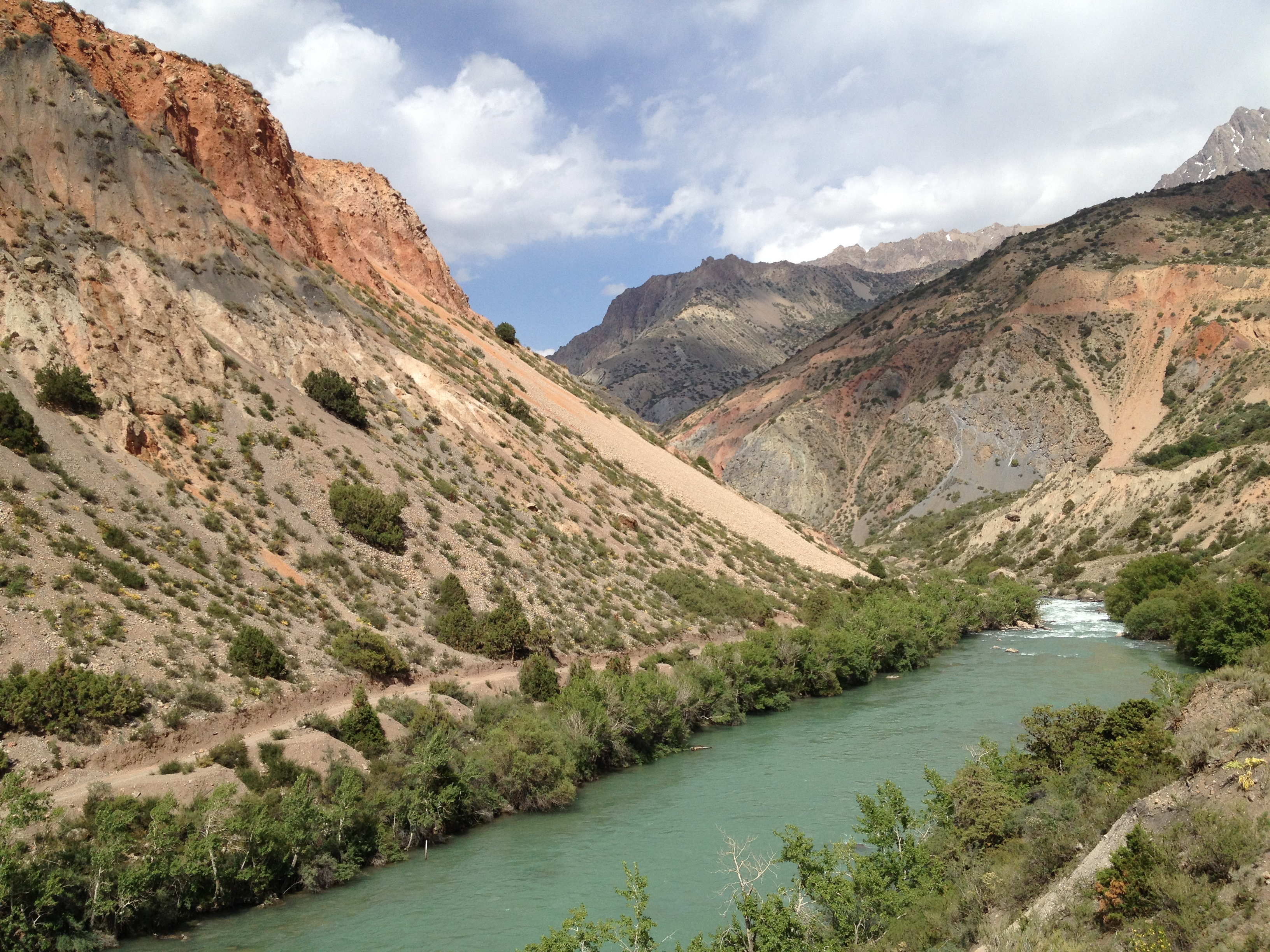
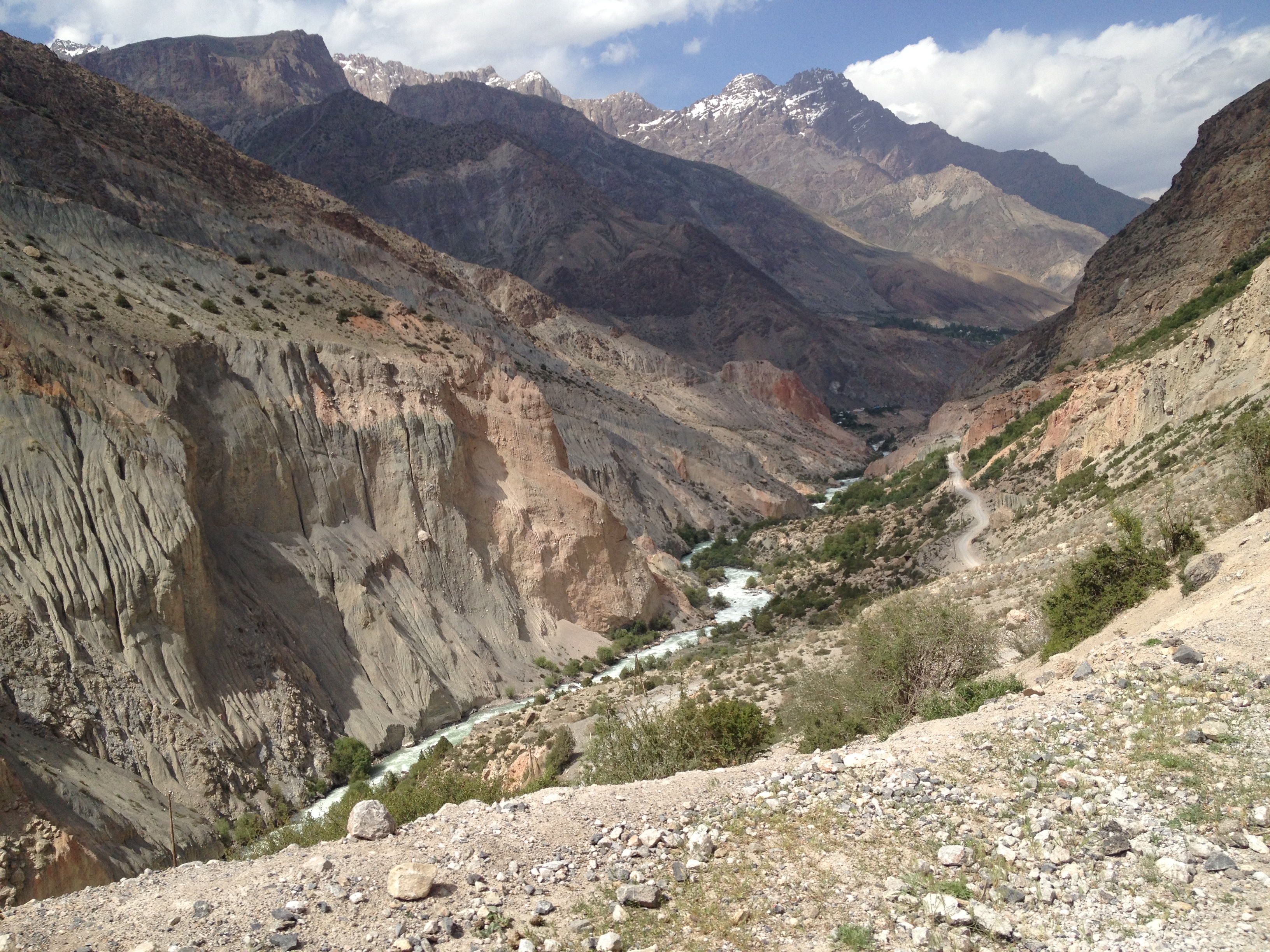